# Mauricio Kagel
Mauricio Kagel, né le 24 décembre 1931 à Buenos Aires et mort le 18 septembre 2008 à Cologne (Allemagne), est un compositeur, chef d'orchestre et metteur en scène argentin. Il s'est principalement attaché au théâtre instrumental en renouvelant le matériau sonore (électroacoustique, sons divers). Mais il a également exploré les ressources dramatiques du langage musical contemporain dans des pièces radiophoniques, des films, des œuvres électroacoustiques, des formes anciennes.

## Biographie
Né en 1931 à Buenos Aires dans une famille juive, Mauricio Kagel suit des études de musique, d'histoire de la littérature et de philosophie, à l'université de Buenos Aires et devient conseiller artistique de l'Agrupacion Nueva Musica à l'âge de 18 ans. Il commence à composer ses premières pièces instrumentales et électroacoustiques. De 1955 à 1957, il est directeur des réalisations culturelles à l'Université et des études à l'Opéra de chambre, et chef d'orchestre au Teatro Colón. En 1957, il s'installe à Cologne, où il crée deux ans plus tard le Kölner Ensemble für Neue Musik, et entre 1969 et 1975, dirige les Cours de musique nouvelle à Cologne. À partir de 1974, il occupe la chaire de théâtre musical, ouverte pour lui à la  Hochschule für Musik.
L'œuvre de Kagel est étendue et variée. Mauricio Kagel aborda, dès 1959, la problématique de la composition musicale et du théâtre. Au début des années 1960, le compositeur a mis l'accent sur le théâtre instrumental, dont Sur Scène (1959) est la première manifestation et va faire de lui une autorité dans le paysage de la création musicale européenne. Par la suite, ses pièces instrumentales et scéniques se multiplient entrecoupées de symphonies de conception « ouverte », Hétérophonie et Diaphonies I, II et III. Dans les années 1970, il dirige son travail vers la grande tradition démontée (Bach, Beethoven, Brahms), à laquelle il intègre des formes de musique de variété.
En 1970, Ludwig van vient souligner, par le retentissement de sa version cinématographique, l'invention de Kagel dans les genres de la scène, du concert, du cinéma et de la radio. L'année suivante, Staatstheater (« Théâtre national ») précède de peu un retour à l'orchestre symphonique avec les Variationen ohne Fuge (« Variations sans fugue »). Pièces instrumentales et pièces théâtrales continuent de s'imbriquer dans cette exploration des sons inouïs et des gestes « producteurs » de musique : de Charakterstück (« Pièce de caractère ») pour quatuor de cithares et Exotica pour instruments extra-européens (1972) aux deux opéras Die Erschöpfung der Welt (« L'épuisement du monde », 1980) et Aus Deutschland (1981).
À partir des années 1980, Kagel brise de plus en plus les conventions et les habitudes auditives, avec notamment : Rrrrrrr…, ensemble de 41 pièces (1980-1982) et le Troisième quatuor à cordes (1986-1987).
Mauricio Kagel est l'auteur de compositions pour orchestre, voix, piano et orchestre de chambre, de nombreuses œuvres scéniques, de dix-sept films et onze pièces radiophoniques.
Il a reçu également le prix Erasmus.
Il meurt à l'âge de 76 ans le 18 septembre 2008 à Cologne (Allemagne), où il était installé depuis 1957.
En 2011, il est fondé un prix qui porte son nom, récompensant un compositeur, remis par la fondation d'art de Rhénanie-du-Nord-Westphalie.

## Œuvres
- Sonant (1960), pour harpe, guitare, contrebasse et percussions
- Atem (1970) musique soliste[4]
- Acustica (1970) électroacoustique
- Ludwig van (1970) film
- Guten Morgen ! (1971) pièce radiophonique
- Staatstheater (1971) théâtre musical
- Zwei-Mann-Orchester (1973) théâtre musical[5]
- Mare Nostrum (1975) théâtre musical[6]
- Le Tribun ou Dix marches et neuf contretemps pour manquer la victoire (1978)     théâtre musical[7]
- Finale (1980/81) théâtre musical[7]
- Aus Deutschland (1981) théâtre musical
- Passion selon saint Bach (1985) forme à l'ancienne
- La Trahison orale (1988) théâtre musical
- Idées fixes (1989) théâtre musical
- La Rose des Vents, cycle pour orchestre de salon (clarinette, deux violons, alto, violoncelle, contrebasse, piano, harmonium, percussion et flûte de pan) :
  1. Osten (1989)
  2. Süden (1989)
  3. Nordosten (1991)
  4. Nordwesten (1991)
  5. Südosten (1991)
  6. Südwesten (1992)
  7. Westen (1994)
  8. Norden (1994)

## Filiation et postérité
Élèves : Carola Bauckholt (en), María de Alvear, Manos Tsangaris, David Sawer, Juan María Solare